# Mikalay Ryndzyuk
Mikalay Ryndzyuk (biélorusse : Мікалай Рындзюк et en russe : Николай Рындюк) (né le 2 février 1978 à Minsk en RSS de Biélorussie) est un footballeur international biélorusse.